# Халымбаджа, Игорь Георгиевич

Слева направо: Семён Васильевич Слепынин, Игорь Георгиевич Халымбаджа, Евгения Стерлигова. 31.05.1997.

И́горь Гео́ргиевич Халымбаджа́ (22 мая 1933, Красный Боевик, Центрально-Чернозёмная область — 22 марта 1999, Екатеринбург) — русский деятель фэндома, библиограф, редактор, критик, писатель-фантаст.

## Биография
Родился в посёлке Красный Боевик (ныне — город Котовск Тамбовской области). Окончил Казанский университет (1956 год). 35 лет проработал геологом в одной организации (Уральская комплексная каротажная экспедиция).
Писать начал в школьные годы. Первая публикация — рассказ «Волшебные бутсы» (1963 год, газета «На смену!», Свердловск). Коллекционер фантастики, владел одной из самых крупных частных библиотек страны.

## Деятельность
Опубликовал свыше ста статей и заметок о малоизученных страницах русской литературы (фантастики и литературной сказки), забытых именах, статей по истории издания фантастики в России. В библиографии нередко выступал как первопроходец, раскрыл многие литературные псевдонимы. Главный труд Халымбаджи — пока неизданная библиография отечественной и переводной фантастики с XVIII века до конца XX века.
Стоял у истоков основания движения любителей фантастики СССР (1960-е годы). Организовал клуб любителей фантастики «Радиант» (Свердловск, 1981 год; клуб работает). Один из организаторов фестиваля фантастики «Аэлита» (Свердловск, 1981 год; фестиваль проводится). Инициатор создания премии «Старт» (вручается с 1989 года) и мемориальной премии им. В. И. Бугрова (вручается с 1997 года). Был членом Всесоюзного Совета КЛФ, членом жюри премий в области фантастики, членом редколлегий журналов фантастики. Был главным редактором литературно-критического журнала фантастики «Икар» (1992-1993 годы; псевдоним В. Г. Сизов). Издавал критико-библиографические ньюслеттеры «Библиографический листок» (1989-1990 годы), «Буквоедъ» (1998-1999 годы) и другие. Основатель и бессменный руководитель Содружества библиографов фантастики СНГ.
Похоронен на Широкореченском кладбище Екатеринбурга.

## Премии
Лауреат премии им. И. Ефремова (Свердловск, 1991 год), специального приза фестиваля «Фэндом-99» (Пермь, 1999; посмертно), премии «Странник» (Санкт-Петербург, 1999; посмертно).
Именем И. Г. Халымбаджи назван Орден рыцарей фантастики (вручается с 2002 года; первый «кавалер» — известный писатель Кир Булычев).

## Труды по библиографии
- Фантастика в дореволюционной русской литературе: Опыт библиографии (в соавторстве с В. Бугровым) // Поиск-83. — Свердловск, 1983.
- Довоенная советская фантастика: Материалы к библиографии (в соавторстве с В. Бугровым) // Поиск-86; Поиск-89; Поиск-92. — Свердловск, 1986, 1990, 1992.
- Фантастика, опубликованная на Урале: Библиографический указатель (в соавторстве) — М.-Екатеринбург: Вып. 1: 1882—1944 гг., 1991; Вып. 2: 1945—1972 гг., 1992; Вып. 3: 1973—1985 гг., 1992.

## Сочинения
- Сказки XXI века: Рассказы. — Екатеринбург, 1992.
- Вкус жизни: Рассказы — Екатеринбург, 1994.
- Торговцы солнцем. Экскурсия в палеозой: Рассказы — Екатеринбург, 1997.